# Щепинський Аскольд Олександрович
Аскольд Олександрович Щепінський (16 жовтня 1926 року, Сімферополь — 21 травня 1997 року, там само) — археолог, науковий співробітник Інституту археології АН УРСР, кандидат історичних наук, автор 75 наукових та науково-популярних праць.

## Біографія
Аскольд Щепінський народився 16 жовтня 1926 року в Сімферополі, у сім'ї колишніх дворян. Середню школу закінчити не встиг — почалася Німецько-радянська війна, а після звільнення Криму в 1944 році Щепінського призвали до армії. Демобілізувавшись у 1945 році, працював бджолярем, завідувачем червоним куточком у колгоспі, збирачем колекцій фабрики «Природа і школа», у вільний час здійснюючи прогулянки по околицях Сімферополя, під час яких зробив перші археологічні знахідки, які приніс у Кримську філію Інституту археології АН України. На артефакти звернув увагу відомий археолог Павло Шульц, який очолював Тавро-Скіфську експедицію Кримської філії АН СРСР. У 1946 році Щепінський почав працювати в експедиції, в польових сезонах якої брав участь до 1977 року, паралельно продовжуючи освіту. У 1954 році Щепінський був зарахований до штату Кримської філії Інституту археології АН СРСР. Тільки в 1964 році Аскольд Олександрович отримав середню освіту, у 45 років вступив у історичний факультет Кримського педагогічного інституту, а за 4 роки захистив кандидатську дисертацію.
У 1957 році, при розкопках кургану Кемі-оба у села Дозорне в Білогірському районі, в результаті дослідження поховань, вчений виділив нову археологічну культуру бронзової доби, що отримала назву Кемі-обинська. Результатом робіт 1958–1960 років в Червоних печерах, у складі Комплексної карстової експедиції АН СРСР, стало виявлення і дослідження найбільшого пам'ятника обинської культури, всього вченим було виявлено в Криму близько 800 пам'яток археології.
У 1967–1981 роках Щепінський очолював Північно-Кримську експедицію, яка працювала в зоні будівництва Північно-Кримського каналу — в 1974 році, при розкопках Ногайчинського кургану біля села Червоне в Нижньогірському районі, було відкрито нерозграбоване поховання сарматської цариці I століття до н. е., з безліччю (вагою більше 2 кг) унікальних золотих виробів найтоншої роботи.
У 1991 році Щепінський вийшов на пенсію, зайнявся систематизацією накопичених колекцій, продовжуючи брати участь в пошукових роботах. Написав чимало робіт з історії та науково-популярної тематики — всього близько 100 публікацій. Керував секцією охорони пам'яток археології Кримського відділення Всесоюзного товариства охорони пам'яток історії та культури. У 1973 році Щепінським було створено Музей археології Криму. 21 травня 1997, після важкої хвороби, Аскольд Олександрович пішов з життя.

## Праці
- Щепинский А. А., Черепанова Е. Н. Северное Присивашье в V–I тысячелетиях до нашей эры, издательство Крым, 1969 год.
- Щепинский А. А. Во тьме веков. Симферополь, 1966 г.
- Е. Н. Черепанова, А. А. Щепинский. Там, где пройдет Северо-Крымский…, Симферополь, 1966.
- Щепинский А. А. Красные пещеры. Симферополь, 1983 г.
- Щепинский А. А., Е. Н. Черепанова Степные курганы, Симферополь, Таврия, 1972
- Щепинский А. А. Культура энеолита и бронзы в Крыму «Советская археология», 1966, № 2